# خف الجمل
خف الجمل (بالإنجليزية: Camel Toe)‏ هو مصطلح عامي يُشير إلى المرأة التي تُبرز شفريها الكبيرين من تحت الملابس بسبب ضيقها أو لسبب آخر. بسبب مزيج من العوامل التشريحية وضيق في النسيج الذي يُغطي منطقة جبل العانة يُصبح شكل الشفرين الكبيرين مشابه تماما لمشط القدم الخاص بالإبل.
يحدث خف الجمل عادة نتيجة لارتداء ملابس ضيقة مثل السراويل الملتصقة على الجسم أو ملابس السباحة.